# Catahoula Leopard Dog
Catahoula Leopard Dog – rasa psa, należąca do grupy psów użytkowych. Jest zarówno psem gończym, pasterskim jak i obronnym.

## Rys historyczny
W 1539 r. Hiszpanie przywieźli swe dogi i charty do obecnej Luizjany. Indianie przygarnęli te pozostawione przez Hiszpanów psy. Prawdopodobnie wymieszały się one z płowymi wilkami wałęsającymi się wokół obozowisk. Gdy w roku 1700 przybyli tam Francuzi, zastali osobliwe łaciate psy o jasnych oczach. Sami natomiast przywieźli beaucerony, które służyły wtedy do polowania na dziki. Miały też chronić osadników przed Indianami. Z pewnością wymieszały się one z rodzimymi psami. To one wniosły czynnik marmurkowatości oraz niebieskie, plamiste oczy. Francuzi nazwali pewne plemię indiańskie catahoula. Słowo to jednoznacznie z psem używane było jako przekleństwo.

## Wygląd

### Budowa
Catahoula jest psem mocno zbudowanym, ale bardzo lekkim. Jego sylwetka jest kwadratowa. Ma grube, mocne i bardzo silne łapy. Ma średnio suchą głowę. Ma budowę bardzo podobną do Beaucerona, ale większą od niego głowę. Niektóre osobniki przypominają nieco labradory.

### Szata
Sierść tych psów jest krótka, gruba i gęsta.

### Umaszczenie
Umaszczenie plamiste (marmurkowe), preferowane niebieskie, szare, czarne, wątrobiane, czerwone, białe i w łaty; jednolite, preferowane czarne, pręgowane, czerwone, czekoladowe i żółte.

## Zachowanie i charakter
Catahoula Leopard Dog, to pies bardzo odważny, czujny i wesoły. Uwielbia bawić się z właścicielem, a niektóre suki są bardzo dobrymi opiekunkami dzieci. Psy te mają bardzo dobrą pamięć. Niezwykle rzadko zdarza się u nich poważna dysplazja.

## Użytkowość
Pies bardzo wszechstronnie użytkowy: poluje, zagania, ochrania, pilnuje i uczestniczy w psich sportach.

## Popularność
Poza swoją ojczyzną prawie nieznana. Po jednym lub kilku osobnikach znajduje się Holandii, Czechach, Irlandii i Włoszech. Wg stanu na 2019 r. w Polsce występuje mniej niż 10 osobników tej rasy.